# Charles Saunders (réalisateur)
Pour les articles homonymes, voir Saunders.
Charles Saunders est un réalisateur, monteur et scénariste britannique né le 8 avril 1904 à Paddington en Londres (Royaume-Uni), décédé en avril 1997 à Denham (Royaume-Uni).

## Filmographie

### comme réalisateur
- 1930 : No Exit (+ producteur)
- 1944 : The Tawny Pipit (en)
- 1948 : Trouble in the Air
- 1948 : Fly Away Peter
- 1950 : Dark Interval
- 1951 : Chelsea Story
- 1951 : Une avoine sauvage (One Wild Oat)
- 1952 : Come Back Peter
- 1952 : Blind Man's Bluff (en)
- 1952 : Death of an Angel
- 1953 : The Accused
- 1953 : Love in Pawn (en)
- 1953 : Black Orchid
- 1954 : A Time to Kill
- 1954 : The Golden Link
- 1954 : The Red Dress
- 1954 : Rendez-vous avec Callaghan (Meet Mr. Callaghan)
- 1954 : One Jump Ahead
- 1954 : Scarlet Web
- 1955 : The Hornet's Nest
- 1956 : Behind the Headlines (en)
- 1956 : Find the Lady (en)
- 1956 : The Narrowing Circle (en)
- 1957 : There's Always a Thursday (en)
- 1957 : The Man Without a Body (en)
- 1957 : Date with Disaster
- 1957 : Kill Her Gently (en)
- 1958 : Murder Reported
- 1958 : Le Paradis des nudistes (Nudist Paradise)
- 1958 : Womaneater
- 1959 : The End of the Line (en)
- 1959 : Strictly Confidential (en)
- 1959 : Naked Fury (en)
- 1960 : The Gentle Trap
- 1960 : Operation Cupid (en)
- 1961 : Dangerous Afternoon
- 1961 : Jungle Street
- 1962 : Danger by My Side (en)

### comme monteur
- 1935 : Maria Marten, or The Murder in the Red Barn (en) de Milton Rosmer
- 1935 : The Guv'nor (en) de Milton Rosmer
- 1936 : Everything Is Thunder (en) de Milton Rosmer
- 1937 : Au service de Sa Majesté (O.H.M.S.) de Raoul Walsh
- 1938 : Sweet Devil de René Guissart
- 1938 : The Gaunt Stranger (en) de Walter Forde
- 1938 : The Ware Case (en) de Robert Stevenson
- 1939 : The Four Just Men de Walter Forde
- 1940 : Young Man's Fancy (en) de Robert Stevenson
- 1940 : Return to Yesterday (en) de Robert Stevenson
- 1943 : Femmes en mission (The Gentle Sex) de Leslie Howard

### comme scénariste
- 1930 : No Exit
- 1944 : The Tawny Pipit (en)
- 1952 : Come Back Peter
- 1986 : Amazons (en) d'Alex Sessa
- 1987 : Stormquest